# Impatiens paradoxa
Impatiens paradoxa là một loài thực vật có hoa trong họ Bóng nước. Loài này được C.S. Zhu & H.W. Yang mô tả khoa học đầu tiên năm 1994.